# Julius Babatunde Adelakun
Julius Babatunde Adelakun (ur. listopad 1934 w Oniganbari) – nigeryjski duchowny rzymskokatolicki, w latach 1973-2009 biskup Oyo.

## Życiorys
Święcenia kapłańskie przyjął 27 czerwca 1965. 16 listopada 1972 został prekonizowany biskupem Oyo. Sakrę biskupią otrzymał 11 lutego 1973. 4 listopada 2009 przeszedł na emeryturę.